# Saint-Gilles-les-Forêts
Saint-Gilles-les-Forêts este o comună în departamentul Haute-Vienne din centrul Franței. În 2009 avea o populație de 54 de locuitori.

## Evoluția populației
| An        | 1975 | 1982 | 1990 | 1999 | 2006 | 2009 |
| --------- | ---- | ---- | ---- | ---- | ---- | ---- |
| Populație | 78   | 73   | 60   | 55   | 53   | 54   |